# 孔令傑
孔令傑（Louis Ling-Chieh Kung，1921年5月30日—1996年11月10日），孔子第七十六世孫，孔祥熙、宋霭龄夫妇的次子。

## 生平
1921年出生于上海，早年曾为中华民国外交官。在1949年中共建國前後，到美國擔任中華民國駐美軍事採購處，擔任陸軍少校武官；毛邦初則擔任空軍採購處主任，負責採購飛機汽油。孔令傑後來得到家族支持，於1961年在美国成立西蘭石油开发公司(Westland Oil)，并迅速爆发成为富豪，在德州定居。1962年与好莱坞女影星黛布拉·佩吉特（Debra Paget）结婚；1980年离婚。
總部位於德州蒙哥馬利的西蘭石油公司（Westland Oil）在1987年破產，該公司於1981年建造，作為員工的避難所的核子掩體（The Bunker）非常有名（已於2001年被柯蒂斯開發公司收購，並於2004年改建成資料中心）。 
1996年孔令傑于美国德州去世。

## 家庭
- 父：孔祥熙
- 母：宋霭龄
- 妻：黛布拉·佩吉特
- 子：孔德麒（Gregory Kung）[2][4]